# ملکه‌ماهی
ملکه‌ماهی (نام علمی: Seriphus politus) نام یک گونه از تیره شوریده‌ماهیان است.